# Теория современной композиции
Тео́рия совреме́нной компози́ции — музыковедческая научная дисциплина, посвящённая изучению новых методов и техник музыкальной композиции в академической музыке XX — начала XXI веков, а также учебная дисциплина с аналогичным названием. Идея предмета «теория современной композиции» и его название принадлежит известному музыковеду Ю. Н. Холопову.

## Краткий обзор
Среди методов и техник композиции, составляющих содержание курса:
- серийная техника
- неомодальность
- сериализм
- сонорика
- электронная музыка
- конкретная музыка
- пуантилизм (музыка)
- стохастическая музыка
- микрополифония
- микротоновая музыка
- теория рядов (сет-теория)
- спектральная музыка

Среди российских исследователей современных техник и методов композиции — Н. С. Гуляницкая, Л. С. Дьячкова, Е. А. Изотова, А. Л. Маклыгин, М. В. Переверзева,  М. Т. Просняков, А. С. Соколов, Ю. Н. Холопов, Т. В. Цареградская, Д. И. Шульгин.

## Проблемы терминологии
В настоящее время как среди композиторов, так и среди музыковедов отсутствует унифицированная терминология для обозначения новых методов и техник композиции в современной музыке. К примеру, в некоторых музыковедческих исследованиях выявленный ряд новых композиционных закономерностей получил наименование «параметрные» (термин профессора МГК В. Н. Холоповой). Параметрные (они же — компонентные) структуры связаны с техникой построения композиции на уровне разных средств (компонентов) музыкальной ткани — ритма, динамики, гармонии, штрихов, фактуры и прочих. В современной композиции важными являются также методы структурно самостоятельного применения фактуры, ритма, тембра, динамики, сценического действа музыкантов-исполнителей (их мимической, жестикуляционной, гимнастической и другой актёрской игры на сцене, в зале).